# Verbascum subcheiranthifolium
Verbascum subcheiranthifolium är en flenörtsväxtart som beskrevs av Hub.-mor.. Verbascum subcheiranthifolium ingår i släktet kungsljus, och familjen flenörtsväxter. Inga underarter finns listade i Catalogue of Life.